# Stryphnodendron rizzinianum
Stryphnodendron rizzinianum är en ärtväxtart som beskrevs av Charles Frédéric Martins. Stryphnodendron rizzinianum ingår i släktet Stryphnodendron och familjen ärtväxter. Inga underarter finns listade i Catalogue of Life.